# Puccinia punctiformis
Puccinia punctiformis (F. Strauss) Röhl. – gatunek grzybów z rodziny rdzowatych (Pucciniaceae). Grzyb mikroskopijny pasożytujący na ostrożniu polnym (Cirsium arvense). Jest rozprzestrzeniony w Ameryce Północnej i Środkowej, Europie, Azji, Australii i Nowej Zelandii.

## Systematyka i nazewnictwo
Pozycja w klasyfikacji według Index Fungorum: Puccinia, Pucciniaceae, Pucciniales, Incertae sedis, Pucciniomycetes, Pucciniomycotina, Basidiomycota, Fungi.
Po raz pierwszy zdiagnozował go w 1811 r. Friedrich von Strauss  nadając mu nazwę Uredo punctiformis. Obecną, uznaną przez Index Fungorum nazwę nadał mu Johann Christoph Röhling w 1813 r.
Synonimy:

- Caeoma obtegens Link 1809
- Caeoma suaveolens (Pers.) Schltdl. 1824
- Dicaeoma punctiforme Arthur 1920
- Dicaeoma suaveolens (Pers.) Kuntze 1898
- Hypodermium obtegens Link 1816
- Puccinia obtegens (Link) Tul. 1854
- Puccinia punctiformis Dietel & Holw. 1894
- Puccinia punctiformis var. karajensis Aliabadi & M. Abbasi 2013
- Puccinia punctiformis (F. Strauss) Röhl. 1813 var. punctiformis
- Puccinia suaveolens (Pers.) Rostr. 1874
- Puccinia suaveolens (Pers.) Rostr. 1874 f. suaveolens
- Trichobasis suaveolens (Pers.) Lév. 1849
- Uredo obtegens Link 1816
- Uredo punctiformis F. Strauss 1811
- Uredo suaveolens Pers. 1801

## Morfologia i cykl życiowy
Jest pasożytem jednodomowym, tzn, że jego cykl życiowy odbywa się na jednym żywicielu. Jest rdzą pełnocyklową, wytwarzającą spermogonia ecja, uredinia i telia.
Strzępki rozwijają się między komórkami żywiciela, do wnętrza komórek wpuszczając ssawki pobierające substancje pokarmowe. Na dolnej stronie porażonych liści tworzą się bardzo liczne pomarańczowo-żółte spermogonia wydzielające charakterystyczny zapach miodu. Pomiędzy nimi występują jasnobrązowe ecja. Również na dolnej stronie liści tworzą się wymieszane z sobą, rozproszone, grudkowate. ciemnobrązowe uredinia i telia o rozmiarach  0,09 × 0,2–0,3 mm. Urediniospory o kształcie od kulistego do jajowatego, rozmiarach 23–28 × 26–30 μm, jasnobrązowe do kasztanowobrązowych, jednolicie brodawkowane. Mają zazwyczaj 3, rzadko 4 pory rostkowe, przeważnie na równiku. ścianę o grubości 2–2,5 μm i krótką bezbarwną szypułkę. Teliospory elipsoidalne lub owalne, o zaokrąglonych końcach, drobno brodawkowane, dwukomórkowe, nieco zwężone na przegrodzie, jasnożółte do kasztanowobrązowych. Mają rozmiar 20–28 × 26–38 μm. Ściana o grubości 1,6–3 μm, na wierzchołku 2–5 μm. Pora rostkowa w górnej komórce znajduje się w okolicy wierzchołkowej lub podwierzchołkowej, w dolnej komórce w okolicy równikowej. Trzonki hialinowe, przeważnie ukośne, o rozmiarach 5–9 × 4–16 μm.
Puccinia punctiformis produkuje atraktanty, takie jak fenyloacetaldehyd , 2-fenyloetanol i benzaldehyd. Substancje te naśladują zapach kwiatów, przyciągając owady roznoszące zarodniki.

## Zastosowanie
Ostrożeń polny jest uporczywym chwastem, zwłaszcza na pastwiskach. Puccinia punctiformis był stosowany w Ameryce Północnej i Nowej Zelandii do biologicznego zwalczania tego gatunku, często bowiem atakuje ostrożnia systemicznie, powodując jego obumarcie jeszcze przed kwitnieniem. Sukces był jednak umiarkowany, zbyt mała ilość ostrożni uległa porażeniu.